# Le Rouge et le Noir (film, 1947)
Pour les articles homonymes, voir Le Rouge et le Noir (homonymie).
Pour plus de détails, voir Fiche technique et Distribution.
Le Rouge et le Noir (Il corriere del re) est un film italien réalisé par Gennaro Righelli et sorti en 1947. C'est le dernier long-métrage du réalisateur prolifique qui avait commencé sa carrière dans les années 1910.
C'est une adaptation du roman homonyme de Stendhal, publié en 1830. Ce film est lui-même une nouvelle version de la première adaptation du roman que Righelli avait tourné en 1928 sous la forme d'un film muet allemand homonyme.

## Fiche technique
Sauf indication contraire, les informations mentionnées dans cette section peuvent être confirmées par la base de données cinématographiques IMDb,  présente dans la section « Liens externes ».
- Titre français : Le Rouge et le Noir[2]
- Titre original : Il corriere del re
- Réalisateur : Gennaro Righelli
- Scénario : Ernesto Guida, Mario Monicelli, Ignazio Nicolai, Gennaro Righelli, Steno d'après Stendhal
- Photographie : Carlo Montuori
- Montage : Gennaro Righelli
- Musique : Giuseppe Becce
- Décors : Ottavio Scotti (it)
- Costumes : Gino Carlo Sensani (it)
- Trucages : Ettore Garbini
- Sociétés de production : Domus Cinematografica, Fincine
- Pays de production :  Italie
- Langue originale : italien
- Format : Noir et blanc - 1,37:1 - Son mono - 35 mm
- Durée : 98 minutes (1 h 38)
- Genre : Mélodrame historique[2]
- Dates de sortie :
  - Italie : 4 décembre 1947
  - France : 15 mars 1950 (Cannes) ; 28 juillet 1950 (Paris)[2]
- Affiche : Georges Dastor (France)

## Distribution
- Rossano Brazzi : Julien Sorel
- Irasema Dilian : Mathilde de la Môle
- Valentina Cortese : Louise de Rénal
- Carlo Ninchi : marquis de la Môle
- Aldo Silvani : Monsieur de Rénal
- Laura Carli : Madame Valmod
- Fiore Forges Davanzati : Emilia
- Massimo Serato : Maurice Croisenois
- Camillo Pilotto : Valmod
- Oreste Fares : abbé Chenal
- Armando Francioli : Norbert de la Môle
- Vittorio Sanipoli : Luz
- Peter Trent